# 河村正彦
河村 正彦（かわむら まさひこ、1868年6月25日（慶応4年5月6日） - 1924年3月18日）は、日本陸軍の軍人。最終階級は陸軍中将。

## 経歴
山口県出身。富田桑助の二男として生れ、陸軍一等軍吏・河村五一の養子となる。陸軍幼年学校を経て、1889年（明治22年）7月、陸軍士官学校（旧11期）を卒業、歩兵少尉に任官し近衛歩兵第2連隊付となる。1897年（明治30年）12月、陸軍大学校（11期）を卒業した。日清戦争出征のため、陸大を一時中退し戦後に復校している。1900年（明治33年）5月、ドイツ駐在となり、陸軍戸山学校教官を経て、日露戦争では、第2軍兵站部高級副官として出征した。
1906年（明治39年）1月、教育総監部参謀となり、戸山学校教導大隊長、近衛歩兵第2連隊長、教育総監部第1課長、ドイツ大使館付武官、参謀本部付（オランダ駐在）などを歴任し、1914年（大正3年）9月、陸軍少将に進級。陸軍歩兵学校長（未赴任）、参謀本部付（オランダ駐在）、歩兵第2旅団長を経て、1918年（大正7年）7月、陸軍中将となり歩兵学校長に就任。1921年（大正10年）1月、第13師団長に親補されシベリア出兵に出征した。1923年（大正12年）8月、待命となり、翌月、予備役に編入された。

## 栄典・授章・授賞
位階
- 1892年（明治25年）2月3日 - 正八位[1]
- 1918年（大正7年）8月30日 - 従四位[2]

勲章等
- 1906年（明治39年）4月1日 - 勲四等旭日小綬章・功三級金鵄勲章・明治三十七八年従軍記章[3]
- 1915年（大正4年）11月7日 - 勲二等旭日重光章・大正三四年従軍記章[4]
- 1919年（大正8年）12月15日 - 戦捷記章[5]
- 1920年（大正9年）11月1日 - 大正三年乃至九年戦役従軍記章[6]
- 1921年（大正10年）3月1日 - 勲一等瑞宝章[7]

## 親族
- 妻 河村シゲ 厚東篤太郎（陸軍中将）の姉
- 養嗣子 河村恭輔（陸軍中将）